# Dysschema guaranitica
Dysschema guaranitica là một loài bướm đêm thuộc phân họ Arctiinae, họ Erebidae.